# بلطي أحدب
بلطي أحدب أو مشط أحدب (الاسم العلمي: Cyphotilapia)، جنس صغير من أسماك البلطية الإفريقية المتوطنة في بحيرة تنجانيقا، حيث يقتصر وجود C. frontosa تقريبًا على النصف الشمالي من البحيرة وC. gibberosa تقريبًا على النصف الجنوبي. تتميز بنمط مخطط مميز وجباه منتفخة عند البلوغ ويمكن أن يصل طولها إلى 33 سم (1.1 قدم).

## الأنواع
هناك حاليًا نوعان معترف بهما في هذا الجنس:
- بلطي أحدب أجبه (جورج ألبرت بولينغر, 1906) (Humphead cichlid)
- Cyphotilapia gibberosa T. Takahashi & ناکايا کازوھيرو  [لغات أخرى]‏, 2003